# Oliola
Oliola este o localitate în Spania în comunitatea Catalonia în provincia Lleida. În 2011 avea o populație de 230 locuitori.